# Municipio de Juchipila
El municipio de Juchipila (del náhuatl: Xochipillan ‘Xochitl', flor; 'pill', noble, hermoso joven; a,an lugar. Por lo tanto, Juchipila, lugar de flores nobles o hermosas’) es uno de los 58 municipios del estado de Zacatecas, México. Su cabecera es la localidad de Juchipila.
El municipio se encuentra en el sur de Zacatecas, enclavado en el cañón que lleva su nombre (Juchipila), entre la Sierra de Morones y la de Nochistlán. Con una altitud de 1245 m s. n. m., colinda al norte con el municipio de Apozol, al sur con Moyahua, al este con Nochistlán y al oeste con Teúl de González Ortega y Santa María de la Paz. Su cabecera municipal es la localidad homónima de Juchipila y tiene 5836 habitantes de acuerdo al censo del 2020.

## Escudo
A partir de 1992, Juchipila contó con su escudo de armas que fue diseñado por el alumno de la Escuela Normal Experimental Profr. Salvador Varela Reséndiz de esta ciudad, José Juan Muñoz Bañuelos, cuyo significado es el siguiente:
En la parte superior central sobresale el domo de la cúpula del templo, y al lado izquierdo el momento en que los indígenas se arrojaban al vacío, despeñándose cuando se dieron cuenta de que la batalla del Mixtón estaba perdida, prefiriendo la muerte antes que convertirse en esclavos de los españoles. A la derecha la huida de Tenamaxtle para evitar caer preso del virrey Antonio de Mendoza, luego que se perdió la batalla referida. Al centro y al fondo, la fachada del Palacio Municipal y más al fondo y a distancia la torre del templo, indicando la fundación de Juchipila con los indios Caxcanes que bajaron de paz de la fortaleza del Mixtón, convencidos por los franciscanos Antonio de Segovia y Miguel de Bolonia. A la izquierda, más abajo, tastoanes representando la festividad de Santiago Apóstol el 25 de julio.
Y a la derecha el cultivo de la tierra con la siembra de maíz y frijol. Más abajo la codiciada caña de azúcar que se producía en abundancia en el municipio; y más recientemente el cultivo de guayabo que ha sido fuente de trabajo aunque no en la misma escala que la caña de azúcar. La fecha que aparece en la parte inferior se refiere a la fundación de Juchipila.

## Historia

### Era prehispánica (1170-1530)
Estas tierras conformaban lo que era la Gran Nación-Chichimeca; es decir, todos aquellos āltepēcalpōlli (Municipios) del occidente, que los aztecas denominaban antes de la llegada de los españoles. La Gran
Nación-Chichimeca que habitaba estas tierras, fueron llamados caxcanes, ya que cuando los conquistadores vinieron al señorío de «Xochipillan» y al pedir alimento, los naturales solo respondían cazcan, cazcan; es decir: no hay, no hay. Sin embargo, no se trataba de una etnia en específico, ya que era un sincretismo de diferentes tribus considerando que eran nómadas y con fuerte espíritu guerrero.
Según el cronista Fr. Antonio Tello, Los caxcanes descienden de las 7 tribus uto-aztecas que emergieron de Aztlan y poblaron estas tierras de las que hoy se les conoce como el sur de Zacatecas, partes del Norte de Jalisco y Aguascalientes.
El asentamiento de Xochipillan fue establecido alrededor de 1170 aproximadamente año en que la tribu de origen náhuatl conquista esta tierra desalojando a los antiguos pobladores probablemente de la tribu de los tecuexes, los pobladores que fueron llamados caxcanes, era una tribu de filiación azteca, la cual ocupó parte de lo que hoy son los estados de Zacatecas, Jalisco y Aguascalientes, se caracterizaron por una tendencia bélica desplegando una táctica a la ofensiva-defensiva.
En aquellos tiempos prehispánicos los pueblos del Cañón de Juchipila y otros no comprendidos en su jurisdicción, formaban un cacicazgo de considerable importancia, cuya capital era Xochipillan y tenía como tributarios a los señoríos de Apotzolco, Xalpan, Ahuanochco, Metahuasco, Apolco, Mezquititlán, Tepechitlán y otros más.
El último gobernador líder caxcan de Xochipillan fue Xuihtlecuhtli (Xiutecuhti), 1541.

### Conquista (1530-1542)
En 1530, Nuño Beltrán de Guzmán comienza la conquista del occidente; con lo que vino conformando la llamada Nueva Galicia.
La conquista del poblado de Tlaltan o Tlatlan (nombre antiguo de Juchipila) hacia 1530-1531, ubicado en el Cerro del Toch (Caxcan: conejo) o Peñolote, ocurre por Cristóbal De Oñate, respaldado por Hernán Flores, Licar y un grupo de indígenas mexicas; dándole el nombre de Xuchipilan, quizás por la fertilidad y bonanza de la tierra, pues su significado es lugar de flores.
La ubicación de Tlatlan, de acuerdo a la mayoría de los cronistas, fue entre el actual pueblo de Juchipila y de Apozol, muy posiblemente en la comunidad de La Tiricia; Otros lo ubican en Contitlán, Guadalajarita o en Pueblo Viejo. Sin embargo, la crónica más antigua y veraz es la Relación de la Jornada que hizo Francisco de Sandoval Acazitli, donde se narra con detalle la llegada a la sierra de Xuchipiltepetl, describe las casas donde vivían y la forma del cerro, que está rodeado de un río y habla de las concavidades y cuatro caminos para subir, (sin duda esta descripción del año 1541 corresponde al actual Cerro de las Ventanas) por lo tanto podemos deducir con más seguridad que el Cerro de las Ventanas, era el asentamiento de los Caxcanes a la llegada de los españoles; todas las demás versiones fueron escritas más de 100 años después de la conquista.
La conquista de esta tierra caxcana, al principio fue hasta cierto punto sencillo, los caxcanes opusieron poca resistencia se le dio Xochipillan en encomienda a Hernan Flores quien pretendiendo imponer su autoridad como encomendero, comenzó junto con los demás españoles a subyugar a los pobladores, viendo esto comenzó el descontento y Xuihtlecuhtli (Xuytlece) líder Caxcan de Xuchipilla en 1540 comenzó a organizar la desobediencia y la rebelión junto con los líderes vecinos como Tenamaxtle de Nochistlan y Pentacatl de Xalpa, la rebelión fue creciendo de tal forma que aquí en Juchipila destruyeron el primer monasterio, corrieron a los frailes fray Martín de Coruña y fray Antonio de Segovia que habían sido guardianes del primer monasterio de Juchipila, además apedrearon a varios españoles Alonzo Pérez, Francisco Iñiguez y a un negro. Entre los años 1540 y 1541 hubo muchas revueltas e intentos de pacificación de parte de los españoles, sin embargo se libraron muchas batallas, en las que fueron derrotados los españoles, los caxcanes de Juchipila derrotan a Miguel de Ibarra con un destacamento de españoles y decenas de indios aliados,pero y sin duda la batalla más importante fue la batalla del 24 de junio de 1541, donde fue derrotado Pedro de Alvarado con su ejército, cerca de Nochistlan, en la cual salió herido gravemente y el 4 de julio de 1541 muere en la 3.ª Guadalajara (Tlacotlan) el gran conquistador del imperio azteca, Pedro de Alvarado. Este trágico evento desencadenó que el propio virrey Antonio de Mendoza organizara un enorme ejército de más de 50 000 hombres, compuesto por cientos de Soldados españoles y miles de indios amigos, entre otros Tlaxcaltecas, Aztecas, purépechas, huexotzincas, chalcas etc., para venir a terminar con la sublevación de los caxcanes ubicados en los peñones de Nochistlan, Juchipila y el más importante el Mixton. Ante la abrumadora superioridad numérica del ejército español y sus aliados en una batalla intermitente de ocho días. El 16 de diciembre de 1541, derrotan a los caxcanes en el Peñón del Mixton. De acuerdo con las crónicas de fray Antonio Tello, fray Antonio de Segovia suplica al virrey Antonio de Mendoza, le permita subir al cerro del Mixton a bajar en paz a los indios sobrevivientes, finalmente el virrey se lo permite y sube acompañado por fray Miguel de Bolonia y juntos con la Imagen de la Inmaculada Virgen logran bajar en paz a más de 6000 indios, con los que se dice se refundaron los pueblos de Apozol y Juchipila.
En resumen la conquista de esta tierra de Juchipila se prolongó desde 1530 hasta diciembre de 1541 por cerca de 12 años, los españoles sufrieron varias derrotas, murió en estas tierras Caxcanas el gran «Tonatiuh» Pedro de Alvarado conquistador de México y gran parte de Centroamérica y, al final tubo que venir el propio virrey Antonio de Mendoza con el ejército, más grande jamás formado permaneciendo en estas tierras por cerca de un mes, hasta lograr la pacificación, lo cual fue de gran importancia, porque dio paso a la última y definitiva refundación de la ciudad de Guadalajara, el 14 de febrero de 1542 en el Valle de Atemajac, a dos meses de la Batalla del Mixton y, posteriormente el 8 de septiembre de 1546 se descubren hacia el norte de Juchipila, las ricas vetas de plata y oro, en el lugar donde se fundó la ciudad de Zacatecas.

### Conquista espiritual
Por el lado de la conquista espiritual, estuvo Fray Martín de Jesús acompañado por otros frailes quienes fundaron el primer Monasterio en Juchipila alrededor de 1532 y, posteriormente vino a reforzar esta evangelización, fray Antonio de Segovia «El apóstol de la Nueva Galicia», el cual siempre portaba una pequeña imagen de la Virgen María, fabricada por pasta de caña y miel de orquídeas, hecha por indios purépechas junto al lago de Pátzcuaro. El título de esta imagen, fue el de Limpia Concepción, cuya imagen usó para evangelizar a los naturales. Durante cerca de 9 años los frailes franciscanos hicieron su labor de evangelización desde el pequeño Monasterio,se dieron a conocer y su buena disposición y buen trato con los caxcanes, estos al sublevarse respetaron sus vidas, solo los corrieron de estas tierras, la batalla del Peñón del Mixtón terminó bajando en paz a más de 6000 indios, esto se considera fue el primer milagro de la Inmaculada Virgen de la Limpia Concepción (ahora llamada Virgen de Zapopan) ya que con esta imagen se fundó lo que ahora es Zapopan, Jalisco.

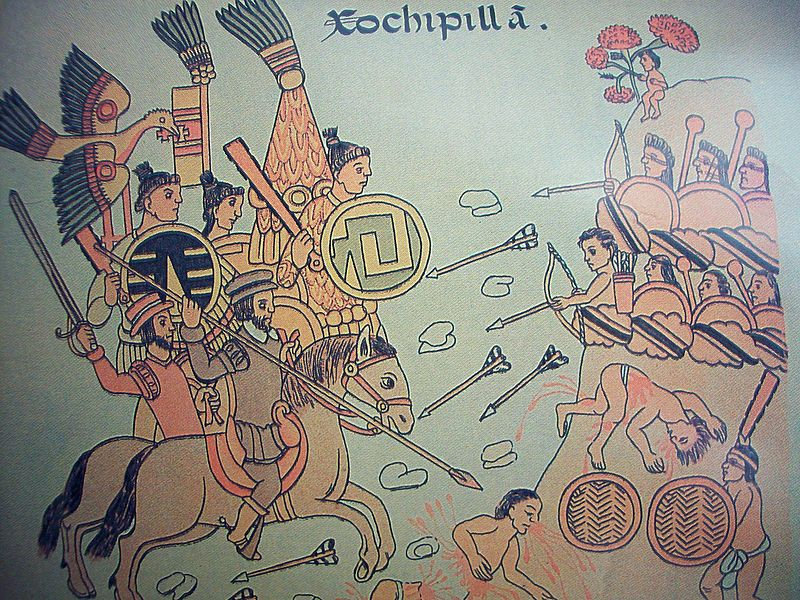
Batalla del Mixtón entre el ejercito del virrey Antonio de Mendoza y los indios Caxcanes, del 8 al 16 de diciembre de 1541

### Época colonial (1542-1821)
Vencidos los Caxcanes en el cerro del Mixtón, comenzó a ejercerse de hecho el dominio del gobierno español en los pueblos de la Gran Caxcana, y fue entonces cuando los misioneros con la generosidad de su alma pudieron proseguir la cristianización de aquellos pueblos que vivían en la idolatría. Los naturales comprendieron la noble y desinteresada misión de los frailes y pusieron su confianza en ellos, particularmente en Fray Antonio de Segovia, que con palabras llenas de dulzura, caridad y persuasión, se ganó el corazón de los indios, pues lo que no habían podido conseguir los soldados españoles con la fuerza de las armas, lo logró aquel humilde franciscano con la fuerza de la palabra, facilitando la conquista espiritual de los pueblos del Cañón de Juchipila.
En la labor de evangelización y reorganización social, el padre Segovia llamó a Fray Miguel de Bolonia por reconocer en él, que era un varón santo y de su mismo espíritu y celo, por tales dones lo envió adoctrinar a los pueblos de Juchipila, Nochistlan y los demás que habían tomado parte en el alzamiento de 1541, recomendándole que asistiera y consolara a los indios. El padre Miguel de Bolonia suplicó a Segovia le diera su bendición y partió a pie y descalzo camino a Juchipila, donde permaneció algunos días en el desempeño de su sagrado ministerio, y en seguida subió a las serranías en las cuales andaban dispersos muchos indios que pudo congregar en Juchipila y convertirlos en la fe de Cristo.
Teniendo como punto de partida el convento de la población de Juchipila fundado por él, emprendía sus correrías por Nochistlán, Jalostotitlán, Teocaltiche, Jalpa, Teúl, Tlaltenango, Nayarit, Zacatecas y otras comarcas más, caminando siempre a pie varias leguas diarias por ser tantos los pueblos que comprendían su jurisdicción y pocos los religiosos de este tiempo.
Fue fundador del nuevo convento 1542 de su orden (franciscana) y del primitivo hospital, por lo que los pueblos del Cañón de Juchipila están en deuda con él. Al padre Bolonia se le debe también gran parte de la formación cristiana de la nueva sociedad producto de la mezcla Caxcana y española.
La Parroquia de San Francisco de Asís de Juchipila, fue de las primeras establecidas en el Reino de la Nueva Galicia, y la primera en toda la región; data de 4 de octubre de 1627; De esta parroquia se fueron desprendiendo todas las demás de las poblaciones que comprendían la Doctrina cristiana Juchipila.
En lo político, al formarse la Real Audiencia de la Nueva Galicia, su enorme territorio se dividió en Alcaldías Mayores y Corregimientos. Juchipila adquiere la categoría de Alcaldía Mayor, teniendo como territorio, con sus los pueblos sujetos, las actuales municipios de Villanueva, Tabasco, Huanusco, Jalpa, Calvillo, Apozol, Apulco, Nochistlán, Moyahua, Mezquital del Oro y Juchipila, alrededor de 7200 km². Esta forma de gobierno se conservó por más de 240 años, fue hasta el año de 1786 donde de acuerdo a La Real Ordenanza de Intendencias del 4 de diciembre de 1786, que se forma la Intendencia de Zacatecas, separándose de Guadalajara. Las Alcaldías Mayores de Aguascalientes y Juchipila, se trasforman en subdelegaciones y se quedaron en la Intendencia de Guadalajara, aunque no por mucho tiempo, ya que la Intendencia de Zacatecas insistió en que fueran también parte de su territorio y logra conseguirlo por orden del Rey Carlos IV en 1804. Estas dos ya llamadas subdelegaciones, pasan a ser parte del territorio zacatecano con su mismo territorio.

### Antecedentes de la independencia (1810-1821)
Conquistados y conquistadores se adaptaron a las nuevas circunstancias que el medio ambiente les ofrecía, proliferando el nacimiento de una nueva sociedad mestiza con la unión de españoles e indios. Vivieron así en paz por casi tres siglos dominados unos, dominadores los otros, pero ambos bajo los ritos de la misma fe que los frailes les habían inculcado y que los mantenía unidos trabajando por la existencia cada cual a su manera, hasta que comenzaron a gestarse los sentimientos de independencia de la Corona Española, y se dieron los primeros estallidos libertarios, ante los cuales los descendientes de los indios Caxcanes y de los españoles no permanecieron sordos, sino que, abrazando la causa de la independencia, se adhirieron a los insurgentes.
Transcurridos los años de 1810 a 1821, inicio y consumación de la independencia de México, la raza Caxcana dio ejemplo de heroicidad en esta nueva jornada bélica. Ya en el México independiente, Juchipila no permaneció al margen de los acontecimientos nacionales como se verá en seguida.

### Época independiente
Para 1825, al promulgarse la primera constitución Política del estado de Zacatecas,llamado provincia, queda constituido en 11 Partidos que agrupan cada uno a varias municipalidades. A Juchipila le fue muy mal en esta repartición: el territorio que era de la subdelegación de Juchipila se divide en 2 partidos: el nuevo partido de Villanueva cuyo territorio comprendía los actuales municipios (Jalpa, Tabasco, Huanusco y Villanueva). El Partido de Juchipila quedó con el territorio de Nochistlán, Apulco, Moyahua, Apozol, Mezquital del Oro y Juchipila; mientras que el territorio del Valle de Huejúcar (hoy Calvillo), pasó a ser parte del partido de Aguascalientes como compensación porque el Partido de Zacatecas le quitó el territorio de San José de La Isla.
En la promulgación de la constitución de 1852 del estado de Zacatecas, se hace otra división: ahora de los partidos de Aguascalientes y nuevamente Juchipila se ve afectado. Se compone el territorio del Estado de Zacatecas de 13 partidos; se forman los nuevos partidos de Calvillo y Nochistlán, quedando el partido de Juchipila con solamente las municipalidades de Apozol, Moyahua y Mezquital del Oro. Como dato curioso de lo que fue el territorio de la Alcaldía Mayor de Juchipila, en este año ya estaba dividido en 4 partidos de los 13 que se componía el estado de Zacatecas.

#### Época de la Reforma
El 11 de septiembre de 1860 como a eso de la una de la tarde, una gavilla de latrofacciosos en número de más de 200, atacó Juchipila, siendo rechazado el ataque por empleados y vecinos, contándose entre los cuales el Lic. José María Estrada, Juez de Letras; Manuel Guerrero, suplente del Juez Primero de Paz; Severiano Ruvalcaba, Secretario del Ayuntamiento; Andrés Portugal, Guarda Municipal; Feliciano Yánez, Administrador de correos; Anastasio Rodríguez, Recaudador de Rentas; Brígido Rodríguez, Administrador del Papel Sellado y Juan Portugal, Guarda de Rentas. Entre los vecinos se encontraban: Pablo Portugal, Feliciano R. de Esparza, Pablo Rodríguez, Valerio Loera, Cándido Rojas, Antonio Mercado, Ignacio Figueroa, Darío Macías, Miguel Figueroa, Agapito Venegas, Cruz López, Cristóbal Pereira, Marcial Arellano, Juan Nepomuceno Hidalgo, Carlos Durán, Regino Ruiz, Justo Aguilar, Pioquinto Figueroa, Victoriano Estrada, Epitacio García, Cenobio Salas y Cayetano López. El combate duró hasta las ocho de la noche, los asaltantes robaron e incendiaron algunas casas, siendo una de ellas la del licenciado José María Estrada. El cabecilla de los asaltantes, Anastasio Cigala, murió, y se llevaron varios heridos y seis muertos. Por parte de los defensores murió el teniente coronel Diego Figueroa de un balazo que recibió en la cabeza al estar apostado en la torre de la iglesia, y el vecino Pedro Briceño.
Quedaron heridos el licenciado Trinidad García de la Cadena y el soldado Bruno Vargas. En total, los defensores de la población eran 32 de infantería y 22 de caballería. Habiéndose negado el cura Demetrio Mota a efectuar las exequias al cadáver de Figueroa, el gobierno dispuso su destierro del estado.
Sitio de Juchipila: Al frente de 2000 hombres que capitaneaba, el jefe reaccionario Antonio Aedo se presentó en las afueras de las puertas de Juchipila el 25 de noviembre de 1862, él, haciéndose llamar general en jefe del Ejército de Operaciones. Sitió la población e intimó al Jefe Político Feliciano Yánez la rendición de la plaza. Pero el Jefe Político reunió todos sus elementos de guerra y a los vecinos y se preparó para la defensa, a los cinco minutos los sitiadores rompieron el fuego encontrando valiente resistencia por los defensores; hasta las mujeres de todas las esferas sociales se ocuparon de ayudar a los sitiados, auxiliando a los heridos y preparando y distribuyéndoles alimentos. Estas tareas las desempeñaban en medio del fuego del enemigo. El sitio duró ocho días, hasta que el dos de diciembre llegaron los guardias nacionales de Tlaltenango, Colotlán, Huanusco y Villanueva. Murieron en la acción por parte de los defensores, Anacleto Estrada, Comandante del Batallón, el capitán Felipe Macías de las fuerzas de Colotlán; de Juchipila seis soldados y un vecino. En este combate se distinguió el jefe político de Tlaltenango, Gregorio Velázquez Román y el comandante José Caballero; Ignacio López de Nava, de Tabasco; el jefe político de Juchipila Feliciano Yánez y el comandante José Sandoval; el alférez Máximo Medina y el ayudante Agustín Naredo; los capitanes Victoriano Estrada, Ramón López y Brígido Rodríguez; el teniente Camilo Rodríguez, y los señores Andrés, Juan y Pablo Portugal, así como Pioquinto Figueroa. La proeza de burlar la guardia enemiga para pedir refuerzos a Tlaltenango, fue de Bonifacio Falcón, ciudadano común que se convirtió en héroe del rompimiento del sitio de Juchipila en 1862. Como homenaje póstumo por haber muerto en esta batalla, el gobierno de Zacatecas nombró como «Beneméritos del estado» al comandante Anacleto Estrada y al capitán Felipe Macías y el congreso del Estado otorga a partir del 10 de enero de 1863 la categoría de ciudad a la cabecera del Partido de Juchipila.
En el mes de abril de 1870, Mariano García de la Cadena, con 200 hombres a su mando, atacó la plaza de Juchipila, siendo derrotado por las fuerzas defensoras a las órdenes del jefe político y comandante militar Brígido Rodríguez. Murieron en este combate Ramón García y Refugio Sandoval, sobrino del señor García de la Cadena, y fueron sepultados en Tlaltenango.

### Época del porfiriato (1870-1910)
Esta época fue, durante los primeros 25 años, de paz y prosperidad, con un mínimo índice de criminalidad en el partido de Juchipila, por la férrea dictadura que ejercía el presidente Porfirio Díaz (José de la Cruz Porfirio Díaz Mori). Sin embargo, al paso del tiempo, el pueblo se fue cansando de la imposición de sus gobernantes.
Debido al descontento que fue generalizándose en el país contra el gobierno del general Porfirio Díaz, un numeroso grupo de ciudadanos de Juchipila no permaneció insensible ante el sufrimiento de la clase desposeída, y los integrantes de ese grupo comenzaron a reunirse en locales comerciales para comentar los acontecimientos políticos nacionales, los cuales se agravaban cada vez más. Estas reuniones, informales al principio, fueron adquiriendo mayor formalidad conforme avanzaban las ideas sobre una posible revolución. El imparcial difundía los conceptos revolucionarios de los Flores Magón que calaban la conciencia de la ciudadanía interesada en el cambio del estado de cosas que prevalecía en ese entonces; los pobres se hallaban en franca desventaja frente a los que detentaban la riqueza de los bienes materiales y el poder.

### Época de la Revolución

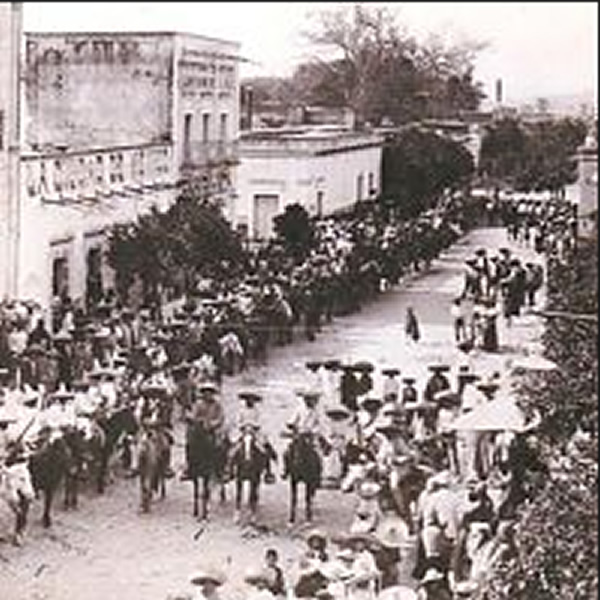
Levantamiento Revolucionario del coronel Crispín Robles, Juchipila, abril de 1913.

Aquel grupo de personas que se reunía a dar lectura al periódico en alta voz para luego comentar las noticias, pronto encontró la manera de ponerse en contacto con Francisco I. Madero, notificándole del quehacer político que estaban desarrollando; el Madero fortalecía la ideología revolucionaria de los patriotas de Juchipila con frases conceptuosas que pugnaban la igualdad y la justicia social para todos.
En el grupo figuraba una dama que infundía respeto y firmeza en llevar adelante los trabajos iniciados en respuesta a la opresión que sobre el pueblo ejercía el gobierno del general Díaz, y de este modo surgió el Club Antirreeleccionista de Juchipila en el año de 1909.
Esta efervescencia política dio como resultado que Porfirio Díaz perdiera las elecciones de 1910 en este distrito electoral, hecho que enorgullece a la ciudadanía de esta porción del territorio zacatecano, descendiente de la guerrera raza Caxcana. Hubo, naturalmente, represalias, encarcelamientos y redada a la prisión de Santo Domingo de la capital del Estado. Después de algunas averiguaciones, varios prisioneros quedaron libres; pero 14 de ellos fueron trasladados a la Penitenciaría del Distrito Federal; entre estos últimos se encontraban Crispín Robles Villegas y José Macías Ruvalcaba (este, originario de Apozol).
Los principios de libertad, igualdad y justicia para todos siguieron latiendo con mucha energía en el corazón de la gente del campo y de la ciudad, y en el amanecer del 15 de abril de 1913, Crispín Robles Villegas se levanta en armas en Juchipila, comandando a 300 hombres del 4.º Regimiento de Caballería del Ejército Constitucionalista, con el grado de coronel.
Al promulgarse la constitución de 1918 del Estado de Zacatecas, en concordancia con la constitución política de la República, promulgada el 5 de febrero de 1917, se da forma y se adopta al Municipio Libre y Soberano como división política, y con esto en 1918 queda conformado el estado de Zacatecas con 51 municipios, Juchipila como municipio queda con un pequeño territorio de solo 338 km², es decir, alrededor del 5% del territorio que tenía la extinta alcaldía o subdelegación de Juchipila.

## Medio físico

### Localización

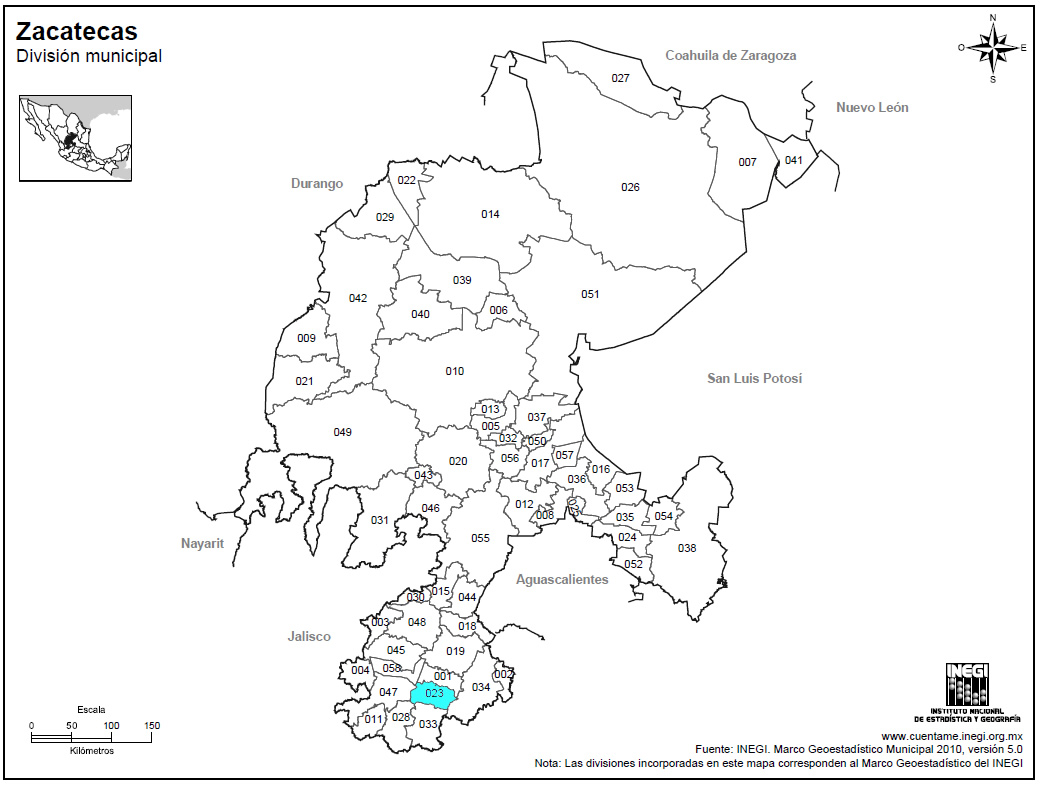
División política del Estado de Zacatecas, Localización del municipio de Juchipila

El municipio de Juchipila se localiza en la parte sur de Zacatecas; está enclavado en el más rico de los cañones formado por la separación de la sierras de Morones y Nochistlán, entre los 21°24′41″ de latitud norte; y los 103°7′8″ de longitud oeste del meridiano de Greenwich, a una altitud de 1245 m s. n. m. (metros sobre el nivel del mar).
Limita al norte con el Municipio de Apozol, al sur con el de Moyahua; al este con el de Nochistlán, y al oeste con el municipio de Teúl de González Ortega. Y Santa María de La Paz.

### Extensión
Quedó en la actualidad con una extensión territorial actual de 335 km², su distancia aproximada a la capital del Estado es de 190 km.

### Orografía
Es un valle en forma de Cañón formado por dos cadenas montañosas que atraviesan el municipio de Juchipila, de norte a sur; al oriente se halla la sierra de Nochistlan con su principal altura: el cerro de San Onofre, a 2765 m s. n. m. (metros sobre el nivel del mar); al poniente se halla la sierra de Morones con su principal altura: el cerro Piñones 2560 m s. n. m.; este cerro es parte integral del cráter de un antiguo volcán, «Pinos Azules», cuyas dimensiones del cráter son mayores a 14 km de perímetro. Por otro lado, la parte más baja se encuentra en el cauce del río Juchipila, cerca del poblado de Guadalajarita, y es una elevación de 1202 m s. n. m. (metros sobre el nivel del mar), lo cual da un diferencial de altura entre la más alta y la más baja de 1563 m de altura (mayor a la del famoso Cañón del Colorado) dado estas alturas, sin duda Juchipila es el municipio de todo el estado de Zacatecas, con la mayor diferencia de alturas en sus suelos. Toda la parte baja del valle es una zona con sedimentos lacustres producto de la existencia de un antiguo lago: el lago Juchipila, que cubría todo el valle más allá de Santa Rosa en el municipio de Moyahua, hasta las cercanías de Jalpa, es decir de más de 60 km de largo y hasta 15 km de ancho con una profundidad de más de 600 m. Y, por último, se encuentra también en el valle suelos de sedimentos de índole pluvial acumulados más recientemente, producto del acarreo del caudal de río Juchipila.

### Hidrografía
Pegado a la cabecera municipal por el lado poniente, pasa el río Juchipila que atraviesa el municipio de norte a sur, el cual en la temporada de sequía baja con poca agua por las tres grandes presas que fueron construidas en su cauce, y múltiples pequeñas presas y bordos construidas en los arroyos afluentes del río el agua del río está totalmente contaminado por los desagües de aguas negras de las poblaciones situadas en su ribera. En el cauce del río Juchipila se encuentran muchos manantiales cuya agua fluye y se mezcla con la corriente normal y gracias a estos manantiales es que el río tiene siempre agua en su cauce.
La presa de Achoquén, levantada en el municipio de Apozol, es la principal fuente de riego, aunque en este municipio hay algunas pequeñas presas que riegan extensiones chicas de terreno; pozos profundos para el suministro de agua de doméstica y riego.
Los arroyos principales son el de Amoxóchitl, el de El Zapote, el de los Reynoso, el de El Ranchito, que nacen en la sierra de Nochistlan; y el de Capula con menos longitud. De la sierra de Morones los arroyos bajan con más precipitación por su altura y cercanía al río, tales como el de los Limones, el de El Nopal, el de Palomas y otros más.

## Clima
El clima de este municipio está considerado como subtropical, el cual varía de acuerdo con las estaciones del año: templado al principio de primavera, cálido al terminar esta estación; caluroso en verano, atemperándose por la precipitación de las lluvias; nuevamente templado en otoño y frío en invierno. La temperatura desciende en lo más alto de las montañas. Su clasificación en el cañón es el de un clima cálido-subhúmedo con lluvias escasas en invierno.
La precipitación pluvial inicia regularmente a mediados del mes de junio y se retira en los últimos de septiembre o primeros de octubre con un promedio de 713 milímetros cúbicos y una temperatura de 42 °C la máxima y 0 °C o poco menos la mínima, con un promedio anual de 22 °C.
Los vientos dominantes proceden del sur a una velocidad promedio de 8 kilómetros por hora en primavera, verano y otoño, y 14 en invierno.

## Flora
La flora del municipio es la más rica y variada de todo el estado de Zacatecas. Dadas las muy peculiares condiciones geográficas de Juchipila que esta asentado en la parte baja del cañón de Juchipila, entre dos sierras muy altas, cuya diferencia de alturas es desde 1200 m s. n. m. hasta 2765 m s. n. m., es decir, alrededor de 1565 m de diferencia, por lo cual se cuenta con climas muy variados, desde el clima subtropical en la parte baja, como el clima frío en las altas montañas, la clasificación de la vegetación existente, dependiendo del medio geográfico,pasa desde la agrícola, matorrales, selva y bosques. En la parte baja hay en gran abundancia el mezquite, el guamúchil y por la ribera del río se da en gran cantidad el sauz y el sabino; en explanadas y colinas el huizache y el huiscolote; en huertas el nogal y árboles frutales de tipo mediterráneo como el naranjo, el limonero, el aguacate, la toronja. Y tropicales como el mango, el plátano, el ciruelo el granado etc.
En las partes altas tipos de coníferas: pino, pinabete. Resaltando una especie de pino (pinus Maximartinezii) pino azul, considerado casi único en el mundo cuyo fruto se llama piñón gigante. Hay también roble, encino, madroño y cedro. De la familia de las salicáceas se da el álamo. En lugares intermedios entre el cañón y la sierra, abundan el tepeguaje, el tepame, el ozote, el copal, el ocotillo, el granjeno, el mimbre y el manzanillo. Sin duda el municipio de Juchipila es el municipio del estado de Zacatecas con mayor diversidad de flora.

## Fauna
Gato y gato montés, el tejón, zorro gris, jabalí, armadillo, venados y otros. Roedores, ratones, conejos, ardillas, liebres y tuzas. Domésticos, con excepción del venado que pertenece a la fauna silvestre, ganado vacuno, caprino, porcino, lanar, caballar y mular y aves de corral.
En las faldas y altos de la sierra se encuentran reptiles tales como lagartija, iguana, serpiente de cascabel, coralillo, sorcuate pollera. Aves: águila real, águila de cabeza blanca de rapiña el zopilote. Auras canoras como el gorrión, el cenzontle y el jilguero; de plumaje hermoso, el guacamayo; rapaces el gavilán y la aguililla; córvidos, el cuervo; de los colombios, hay especies de palomas como la paloma pinta de collar, la güilota, la codorniz y gallináceas el guajolote silvestre. A lo largo del río y en presas se encuentran bandadas de patos y de garzas.
Del grupo de los mamíferos, de la fauna silvestre, digitígrados el coyote. De los plantígrados se cita el león.

## Tipos de suelos
El suelo por su origen es de dos tipos: ígneo y sedimentario. La constitución ígnea se encuentra en las escabrosidades de las dos cordilleras de Morones y la de Nochistlán, en filones de peñas. Y en las partes bajas las tierras son sedimentarias producto de la acumulación de sedimentos lacustres acumulados por millones de años en lo que fue el antiguo Lago Juchipila, y, también, más recientemente, al deslave de las cordilleras por la acción de las lluvias que arrastran limos de lo alto de las montañas, formando un suelo arenoso-arcilloso propio para la agricultura.
El terreno es quebrado, esto hace que no haya mucha tierra de cultivo, siendo únicamente 8889 hectáreas dedicadas a la agricultura de temporal y 995 a la de riego. La superficie utilizada para agostadero de ganado es de 15 525 hectáreas y 1860 forestales; improductivas por inaccesibles: 3265 hectáreas. Los cultivos básicos son el maíz y el frijol, predominando el primero sobre el segundo.

## Fiestas y tradiciones

### Fiestas populares
En el primer mes del año, enero, en el tercer domingo, da comienzo la feria regional de Juchipila, la cual se inició en un poblado situado al poniente de la cabecea en honor del Santo patrono de ese lugar, San Sebastián. Esta fiesta se termina los primeros días de febrero, pues los festejos se prolongan por dos semanas. Se trasladó la fiesta a la cabecera en los albores del siglo XX, construyéndose la plaza de toros la Victoria en la cabecera en 1902.

### Tradiciones
Se celebran con devoción la Semana Santa al igual que en otros lugares del país, sin nada extraordinario que merezca ser relatado. Y la Santa Cruz el tres de mayo en la localidad de El Remolino, en otras localidades se mueve la fecha para no empalmarse. En todas ellas hay danzas durante el día. En El Remolino teatro del pueblo por la noche.
En el mes de junio se lleva a cabo la celebración de la fiesta más antigua del municipio, el Xúchil, de tradición prehispánica. Se celebra esta en víspera de la octava del jueves de Corpus Cristo. Se baila ondeando al frente y dando vuelta al tapaleolistle sobre la cabeza y al frente para señalar los cuatro puntos cardinales. Nuestros ancestros la practicaron para pedirle al dios Xochipilli les mandara abundantes lluvias para cosechar granos para alimento de la familia. Fiesta nombrada Patrimonio cultural inmaterial de Juchipila y del Estado de Zacatecas en reunión solemne en esta ciudad del Congreso del Estado. En 2015.

### Danzas
El 24, 25 y 26 de julio se festeja a Santo Santiago Apóstol en La Mezquitera norte; y en la sur, el 31 de julio, 1 y 2 de agosto, ambas con danza de tastoanes, durante el día y traen el santo al templo principal a oficiar una misa por la mañana.
El 4 de octubre es la celebración a San Francisco en el barrio abajo de Juchipila que lleva ese nombre. La fiesta es con danza todo el día; el 2 de noviembre hay misas en el panteón y visita de la familia a los fieles difuntos. Y el 8 y el 12 de diciembre son las celebraciones de la virgen de la Purísima Concepción y la de Guadalupe, respectivamente. Para, el 16, dan comienzo con las posadas decembrinas; y el 24 por la noche se reúne la familia a cenar en esperar de la natividad de Jesús.
- 1 enero «Jaripeo de Amoxóchitl».
- Feria Regional de Juchipila (segunda semana de enero con duración 15 días).
- 12 de enero «Fiesta de la Cantera».
- 20 de enero: Fiesta de San Sebastián
- 5 de febrero: Fiesta de San Felipe de Jesús
- 19 de marzo: Fiesta de San José
- Viernes de Dolores (el anterior al Viernes Santo): Fiesta en Amoxóchitl.
- Jueves y Viernes Santo: Fiesta de los Pares y Nones (lectura de testamento y quema de judas)
- 3 de mayo: Fiesta de La Santa Cruz, en la población de El Remolino
- Último fin de semana de mayo: Fiestas de la Santa Cruz en Contitlán (diferidas para evitar empalme con fiestas de El Remolino)
- Fiesta del Sagrado Corazón de Jesús (movible por la Cuaresma)
- Fiesta del Xúchitl (Víspera de la Octava de Corpus Christi).
- 24 de julio al 26 de julio y 31 a 2 de agosto «Fiesta de Santo Santiago y los Tastoanes».
- 18 de agosto: Fiesta en honor a Santa Elena de la Cruz, en el Fracc. Reina Elena
- 4 de octubre: San Francisco de Asís
- 22 de noviembre: Santa Cecilia
- 8 de diciembre: Virgen del Espíritu Santo
- 12 de diciembre: Virgen de Guadalupe
- 28 de diciembre: Fiesta del Barrio Guadalupe

## Turismo

### Traje típico
Se usa en las festividades en la fiestas charras el traje de charro de gala, en la fiestas de la Santa Cruz y cuatro de octubre, los danzantes visten con penachos multicolores y faldin de canutillos de carrizo y zonaja de lámina en la mano; en la fiesta de Santo Santiago, el tastoan viste montera de cerdas de cola de caballo, máscara de madera, chaparreras de cuero y gaván de jerga de algodón.

### Música
La música de Xúchil es cada año el día de la fiesta. Se toca y se baila esta música, que es autóctona de los Caxcanes: primero bailan las autoridades y posteriormente todo el pueblo participa de este baile.

### Artesanías
Se cuenta con varios talleres de orfebrería, donde se confeccionan varios artículos de plata y oro. Así como talabarterías que hacen un arte con los piteados; existen talleres de forja metálica dándole formas exquisitas al acero; también existe un taller de muebles artesanales de madera de mezquite y algunas señoras que hacen y manejan en costura los manteles y montajes de punto de cruz. En la comunidad de Pueblo Viejo manejan el carrizo para elaborar utensilio de uso doméstico: canastos chiquigüites y otros más.

### Pinturas
Se encuentra en el muro frontal de la escalinata de la presidencia Municipal: una hermosa y gran pintura Mural representativa de algunos pasajes de la historia de Juchipila y la Región.

### Gastronomía
En el pasado sí había viandas muy propias del municipio, pero, con la comunicación vial que ahora hay, todo se generalizó: los platillos son comunes a los de toda la región, como pozole rojo, tamales rojos y verdes, buñuelos, menudo rojo, carne de puerco con chile, carne deshebrada de res, atole de cascarilla. Aún se conservan y se sigue disfrutando de algunos platillos típicos con sabor muy especial, como: mole de pollo o guajolote estilo Amoxóchitl- Pepena y tripitas adobadas, tamales dulces de elote, gorditas de cuajada, gorditas de polvo, temachaca, birria tatemada de chivo o borrego, pan de hojarasca la reina del Xúchil, gorditas fritas, tacos dorados con salsa picante estilo Juchipila, churros estilo Juchipila, pollo frito con papas y salsa de jitomate estilo Juchipila, mole de mancha-mantel con carne de puerco. Pero sin lugar a duda lo más reconocido de Juchipila son sus gorditas fritas que siempre podrás comer en el famoso callejón de los Jambados. 

### Centros turísticos y monumentos históricos

#### Área Natural Protegida «Cerro de los Piñones»
Aún no está funcionado pero, está en construcción el conjunto de cabañas del Cerro del Piñón Gigante, en Cerro Piñones: área natural Protegida rodeados con el bosque de los pinos Azules.

#### El Cerro de las Ventanas: zona arqueológica
Este municipio cuenta con una zona arqueológica llamada Cerro de Las Ventanas, enfrente a la comunidad del Remolino, la cual actualmente está siendo explorada por arqueólogos del INAH y a unos meses próximos la apertura del sitio arqueológico.

#### Monumentos históricos
El principal Monumento histórico es el majestuoso Templo Parroquial ubicado en el centro de la Ciudad que data del siglo XVIII, así como la casona antigua al lado norte del templo, donde nació el héroe nacional, El general Antonio Rosales Flores. La capilla de San Sebastián ubicada en el barrio Bonifacio Falcón, La Capilla de Amoxóchitl, la Antigua capilla de El Remolino, convertida en museo local.

### Museos
En la cabecera no hay museos oficiales; solo uno pequeño abierto al público con más de 1600 piezas de la región. «Casa Carranza», propiedad del señor Cleto Berumen.

## Localidades
- Amoxochitl
- Ahualulco
- Atemajac
- Bonifacio Falcón (San Sebastián)
- Colonia Enrique Estrada (CEE)
- Contitlán
- Puerta Blanca
- El Paisano
- Guadalupe Victoria
- El Fresno
- El Ranchito
- El Remolino
- Fraccionamiento «La Normal»
- El Surco de Nopales
- Fraccionamiento «El sol»
- Fraccionamiento Juchipila
- La Caballería
- La Cantera
- La Rinconada
- Los Limones
- Mezquitera Norte
- Mezquitera Sur mezquita Sur
- Pueblo Viejo
- San José (San José de los Ricos)
- Fraccionamiento «El Pujo»

### Principales localidades

#### Juchipila
Es la cabecera municipal y las actividades principales de sus pobladores son: el comercio, la agricultura, la construcción de viviendas y profesionales en diversas ramas del saber. El número aproximado de sus habitantes es de 6 mil. Una distancia a la capital del estado de 190 kilómetros.

#### La Mezquitera
La ocupación principal de sus habitantes es la agricultura, la hortaliza (poca), cría de aves de corral, y gran número de familias vive del trabajo jornalero de los Estados Unidos. Su distancia aproximada a la cabecera es de un kilómetro y aproximadamente 1000 habitantes. Esta conurbada por la parte sur con la cabecera municipal.

#### El Remolino
Se encuentra al sur de la cabecera a una distancia de cuatro kilómetros. Su principal actividad es la agropecuaria, cultivando el maíz, el frijol y el camote. Crían aves de corral y muchas familias dependen de las remesas que reciben de los Estados Unidos. Tiene una población de aproximadamente 850 habitantes.

#### Guadalupe Victoria
Se localiza al suroeste de la cabecera a una distancia de tres kilómetros. Su actividad principal es la misma que la de las otras localidades; la agrícola y cría de ganado vacuno pero únicamente para la leche del consumo familiar, y en algunas casas se ven aves de corral y cerdos, con una población flotante. Aproximadamente 600 habitantes de permanencia.

#### Fraccionamiento Juchipila
Localidad de reciente fundación pegada a Guadalupe Victoria, cuyos habitantes algunos son profesionistas pero muchos viven de la agricultura y de la construcción.

#### Contitlán
Localizada al sur de la cabecera a una distancia de seis kilómetros con una población muy flotante que depende en un alto porcentaje del trabajo de Estados Unidos y en una proporción de actividades agrícolas y crías de ganado vacuno sin que esto llegue a representar una fuente de ingreso sostenible. Con una población de 400 habitantes, aproximadamente.

## Educación
- Universidad Politécnica del Sur de Zacatecas
- Escuela Normal Experimental «Salvador Varela Reséndiz»
- C.B.T.a No 286 «Víctor Rosales»
- Escuela Preparatoria «José Rodríguez Elías»
- Escuela Secundaria «Leobardo Reynoso»
- Escuela Secundaria Técnica 32 «Xochipilli»
- Escuela Primaria «Benito Juárez»
- Escuela Primaria «General Antonio Rosales»
- Escuela Primaria «General Enrique Estrada»
- Escuela Preescolar «General Genaro Codina»
- Escuela Preescolar «General Antonio Rosales»
- Escuela primaria «Guadalupe Victoria»
- Escuela Primaria «García de la Cadena»
- CAM «Xochipilli»

## Características del ayuntamiento
- Presidente municipal
- 1 síndico
- 6 regidores de mayoría relativa
- 4 regidores de representación proporcional

| Comisiones del ayuntamiento \| Comisión \| Responsable \| \| Gobernación y seguridad pública \| Presidente Municipal \| \| De hacienda: \| Síndico \| \| Educación, cultura y deportes \| 1.er regidor \| \| Desarrollo agroindustrial \| 2.º regidor \| \| Salud y rastro \| 3.er regidor \| \| Equidad de género y adicciones \| 4.ª regidora \| \| Desarrollo Económico, comercio y turismo \| 5.º regidor \| \| DIF y derechos humanos \| 6.ª regidora \| \| Plazas, mercados y tianguis \| 7.º regidor \| \| Vialidad y alumbrado público \| 8.º regidor \| \| Parques, jardines, aseo público y panteones \| 9.º regidor \| \| Agua potable y alcantarillado \| 10.º regidor \| |                      |
| Comisión | Responsable          |
| Gobernación y seguridad pública | Presidente Municipal |
| De hacienda: | Síndico              |
| Educación, cultura y deportes | 1.er regidor         |
| Desarrollo agroindustrial | 2.º regidor          |
| Salud y rastro | 3.er regidor         |
| Equidad de género y adicciones | 4.ª regidora         |
| Desarrollo Económico, comercio y turismo | 5.º regidor          |
| DIF y derechos humanos | 6.ª regidora         |
| Plazas, mercados y tianguis | 7.º regidor          |
| Vialidad y alumbrado público | 8.º regidor          |
| Parques, jardines, aseo público y panteones | 9.º regidor          |
| Agua potable y alcantarillado | 10.º regidor         |

### Autoridades auxiliares
Apoyan al ayuntamiento en tareas administrativas son los delegados municipales, que representan a cada localidad del municipio, y son designados por el consenso de los habitantes de la misma localidad. El nombramiento lo extiende el ayuntamiento firmado por el presidente y el secretario.

### Regionalización política
Este municipio pertenece al Distrito Federal Electoral 02 y al XIV local.

### Reglamentación municipal
Los reglamentos con que se cuenta para normar las acciones de la ciudadanía son la Ley orgánica del municipio y Bando de policía y gobierno; y aprobados por el ayuntamiento, pero aún están por someterse a la consideración del Congreso Local del Estado, son los reglamentos que a continuación se expresan: Mercado y comercio ambulante, Reglamento interior del ayuntamiento. De rastro municipal, de Bebidas alcohólicas, Servicios públicos de cementerios, y, por último, de la feria regional de Juchipila. (Patronato)

### Cronología de los presidentes municipales desde 1926 a la fecha
| Presidente municipal                          | Periodo de gobierno | Partido político |
| Espiridión Rodríguez Meléndez                 | 1926-1928           |                  |
| J. Trinidad Haro                              | 1928-1929           |                  |
| Eliseo Lara Dávalos                           | 1930-1932           |                  |
| Raúl G. González                              | 1932-1933           |                  |
| Brígido Reynoso Gutiérrez                     | 1934                |                  |
| J. Trinidad Quirarte                          | 1934-1935           |                  |
| Salvador Haro González                        | 1935                |                  |
| Ramiro Robles Zárate                          | 1936                |                  |
| Cayetano Flores M.                            | 1937                |                  |
| Salvador R. Medina                            | 1938                |                  |
| Fausto Reynoso Estrada                        | 1939                |                  |
| Manuel Meza Zarza                             | 1940                |                  |
| Mónico Haro                                   | 1941                |                  |
| Eulogio Quirarte                              | 1942                |                  |
| Salvador Haro González                        | 1942-1943           |                  |
| Francisco Rodríguez Haro                      | 1944-1946           |                  |
| Benjamín Flores Esparza                       | 1947-1949           |                  |
| Filemón Ortiz González                        | 1950                |                  |
| Heliodoro Robles Hurtado                      | 1951-1952           |                  |
| Yucundo Paz Haro                              | 1953-1955           |                  |
| Francisco Rodríguez Haro                      | 1956-1958           |                  |
| J. Jesús Haro Luna                            | 1959                |                  |
| Pedro Rodríguez Haro                          | 1960-1961           |                  |
| Elpidio Torres Bañuelos                       | 1962-1964           |                  |
| Luis Román Yánez                              | 1965                |                  |
| Fausto Reynoso Estrada                        | 1965-1967           |                  |
| Ramiro Quezada Luna                           | 1968-1970           |                  |
| Gonzalo Robles Bañuelos                       | 1971-1973           |                  |
| Salvador Enríquez Cid Plácido Reynoso Ramírez | 1974                |                  |
| J. Ángelo Íñiguez Lomelí                      | 1975                |                  |
| Salvador Enríquez Cid                         | 1976                |                  |
| Samuel Esparza Esparza                        | 1977-1979           |                  |
| Isaías Hurtado Salazar                        | 1980-1982           |                  |
| Álvaro Eduardo Esparza Vargas                 | 1983-1985           |                  |
| Juan Manuel Robles Estrada                    | 1986                |                  |
| Isaías Hurtado Salazar                        | 1987-1988           |                  |
| J. Jesús Bañuelos Rodríguez                   | 1989-1992           |                  |
| Mauro Quezada Reynoso                         | 1992-1995           |                  |
| Héctor Haro Mercado                           | 1995-1998           |                  |
| Julio César Flemate Ramírez                   | 1998-2001           |                  |
| J. Sandoval Villavicencio Santos              | 2001-2004           |                  |
| Rafael Jiménez Núñez                          | 2004-2007           |                  |
| Julio César Flemate Ramírez                   | 2007-2010           |                  |
| Ernesto Rodríguez Rodríguez                   | 2010-2013           |                  |
| Felipe Ibarra Enríquez                        | 2013-2016           |                  |
| Rafael Jiménez Núñez                          | 2016-2018           |                  |
| Rafael Jiménez Núñez                          | 2018-2021           |                  |
| María del Rocío Moreno Sánchez                | 2021-2024           |                  |

## Cronología de hechos históricos
| Año  | Acontecimiento |
| 1530 | Llegan a esta tierra los primeros españoles comandados por Cristóbal de Oñate, enviados por Nuño Beltrán de Guzmán; ocupan militarmente las tierras de los Caxcanes.                                                                           |
| 1541 | Año en que se termina la coalición organizada por Xiuhtecuhtli y Tenamaxtle, logrando que los españoles pasaran tiempos de gran penuria. |
| 1542 | Los frailes Antonio de Segovia y Miguel de Bolonia lograron que el Virrey Mendoza perdonara la vida a 6000 indígenas después de la batalla del Mixtón.                                                                                         |
| 1542 | Fundación de Juchipila por los frailes Antonio de Segovia y Miguel de Bolonia, formando parte del Reino de Nueva Galicia. Al poco tiempo como alcaldía mayor en la colonia.                                                                    |
| 1548 | Juchipila adquiere la categoría de Alcaldía Mayor con un enorme territorio de los actuales municipios de Villanueva, Tabasco, Huanusco, Calvillo, Jalpa, Nochistlan, Apulco, Apozol, Juchipila, Moyahua y Mezquital del Oro.                   |
| 1551 | Por orden real se funda la primera escuela de letras del norte de la nueva Galicia. |
| 1786 | Forma parte de la Intendencia de Guadalajara con la Categoría de Subdelegación, por la Real Orden de Intendencias. |
| 1789 | Por orden de la Junta de la Real Hacienda de México, Juchipila es anexado a la Intendencia de Zacatecas (lo cual no fue aprobado por el rey y queda sin efecto esta orden, Juchipila sigue perteneciendo a la Intendencia de Guadalajara).     |
| 1804 | Por orden Real del rey Carlos IV de España, las subdelegaciones de Juchipila y Aguascalientes pasan a ser parte de la intendencia de Zacatecas.                                                                                                |
| 1825 | El territorio de la subdelegación de Juchipila se divide, adquiere la categoría de Partido y Cabecera del Partido; Su territorio queda con las Municipalidades de Nochistlán, Apulco, Toyahua, Moyahua, Apozol, Mezquital del Oro y Juchipila. |
| 1831 | Juchipila adquiere la categoría de Villa por solicitud de sus autoridades, aprobada por el Congreso del Estado; se le niega el cambio de nombre a Villa del Espíritu Santo.                                                                    |
| 1852 | El partido de Juchipila se divide en dos, se forma el Partido de Nochistlan. Quedándose el de Juchipila con las Municipalidades de Apozol, Moyahua, Mezquital del Oro y Juchipila como cabecera del Partido.                                   |
| 1862 | Se da la batalla heroica del Sitio de Juchipila, derrotando al ejército conservador de 2000 hombres liderados por el general Antonio Aedo. |
| 1863 | La villa de Juchipila adquiere la categoría de ciudad por el congreso de Zacatecas, el 10 de enero de 1863 por la defensa heroica en el Sitio de Juchipila.                                                                                    |
| 1909 | Formación del Club Anti releccionista. |
| 1913 | En la ciudad de Juchipila se levanta en armas el coronel Crispín Robles Villegas, con 300 hombres en contra del usurpador Victoriano Huerta.                                                                                                   |
| 1918 | Se termina la división política de Partidos, Juchipila adquiere la categoría de Municipio libre y soberano. |

## Hermanamientos
La ciudad de Juchipila tiene hermanamientos con las siguientes ciudades:
- Ahuacatlán, México (2010)[5]
- Nochistlán, México (2019)[6]
- Jalpa, México (2019)[6]
- México Zacatecas, México (2019)[6][7][8]